# 試廚
试厨，又称试鼎。是中式婚禮中婚後禮之一，中国各地均有此仪式。试厨大都在婚后第二天，新娘下厨做饭烹菜，以示厨艺。
试厨所製作菜品为当地流行的菜品，一般北方为面食，南方为菜餚。北方试厨制作面食时，有时并不需要做成成品，例如新娘擀饺子皮，婆婆和姑嫂在旁包，新娘一个人擀皮能供上四五个人包，试厨就可以通过。但也有很多地区对新娘试厨的要求从严，例如以面食为主食的部分地区对面条的擀制有相当高的要求，要求其擀得薄如纸，切得细长如线。新娘试厨时须亲自擀面做面条给全家人吃；这样一则可以测试出新娘的厨艺，另则全家人共同吃这种长面，一方面求将来能全家和睦，另一方面也祝愿小两口能长命百岁，福寿绵长。